# Josep Maria Servitje i Dalmau
Josep Maria Servitje i Dalmau fou un advocat, polític i alcalde de Manresa del 14 de maig de 1935 al 17 de febrer de 1936.
Fou nomenat advocat a disposició dels socis de la Mutual Agrària l'any 1931, per tal de defensar els propietaris agrícoles. El 1934 fou regidor per la Lliga Catalana en el segon Ajuntament republicà.